# 中报
《中报》，是周佛海于1940年创办的报纸，周佛海任董事长，罗君强任社长，金雄白任总编辑。社址位于南京市朱雀路111号。

## 历史
1940年3月30日，汪精卫政权成立，同日《中报》创刊。
1945年8月16日晚，《中报》被周镐成立的国民政府军事委员会京沪行动总队南京指挥部接管，次日改名为《复兴日报》，出版抗战胜利专号。8月18日晨，在蒋介石的命令下，周镐被冈村宁次软禁，《复兴日报》仅出版一天即夭折（第六章第四节）。不久，该报被《中央日报》接收。

## 风格
《中报》主要刊登英国、美国、法国通讯在上海发布的电讯稿。